# リオデジャネイロ植物園
リオデジャネイロ植物園（Jardim Botânico do Rio de Janeiro）は、ブラジルのリオデジャネイロにある植物園。いくつかの絶滅危惧種を含むブラジル原生の植物や外国の植物6,500種が栽培されている。54ヘクタールの栽培面積に、多数の温室があり、また歴史的、美術的、考古学的に重要な記念物が収容されている。特に植物学の分野における研究センターとなっており、32,000をこえる文献を所有している。

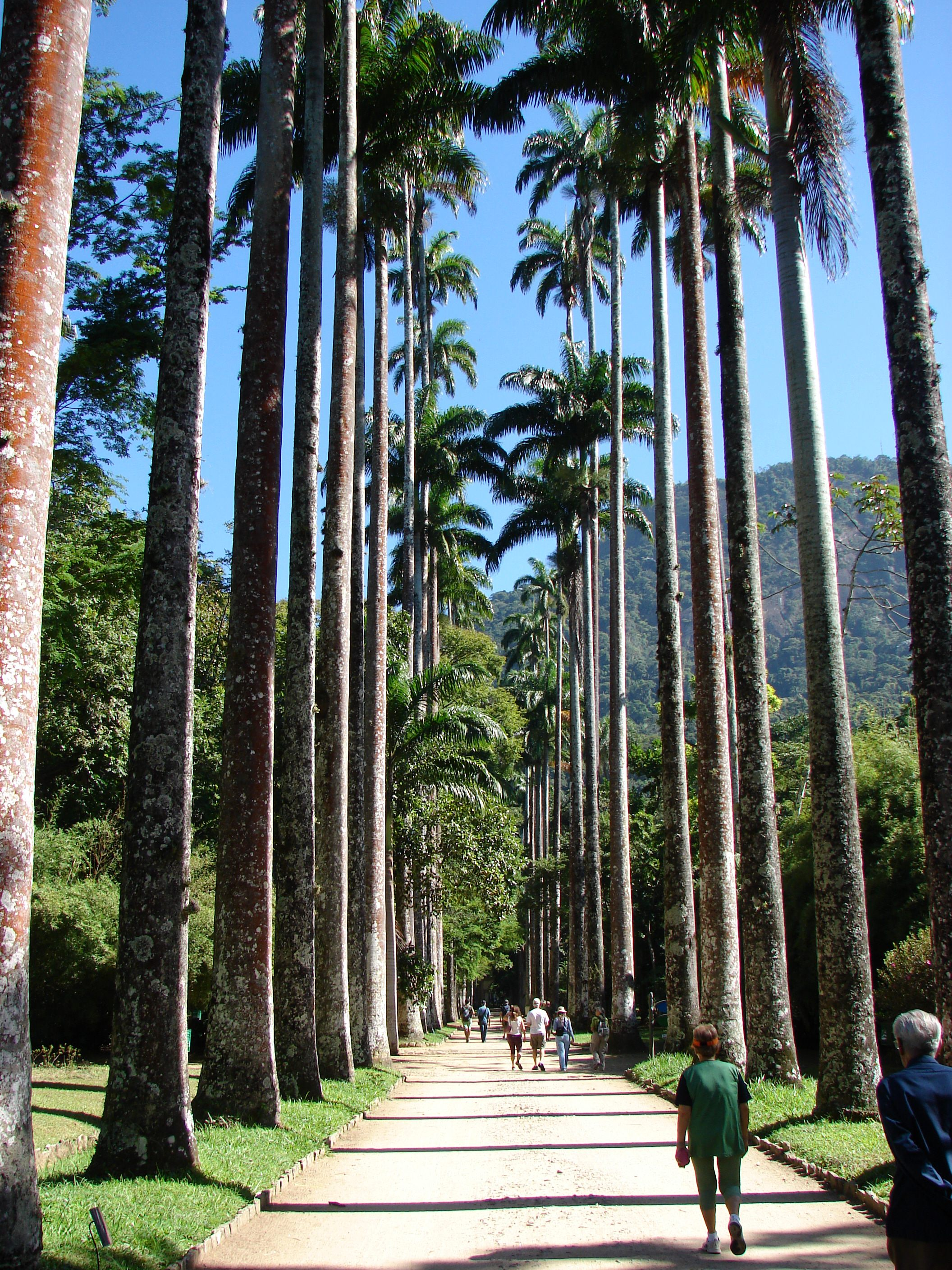
バルボーザ・ロドリゲス並木道

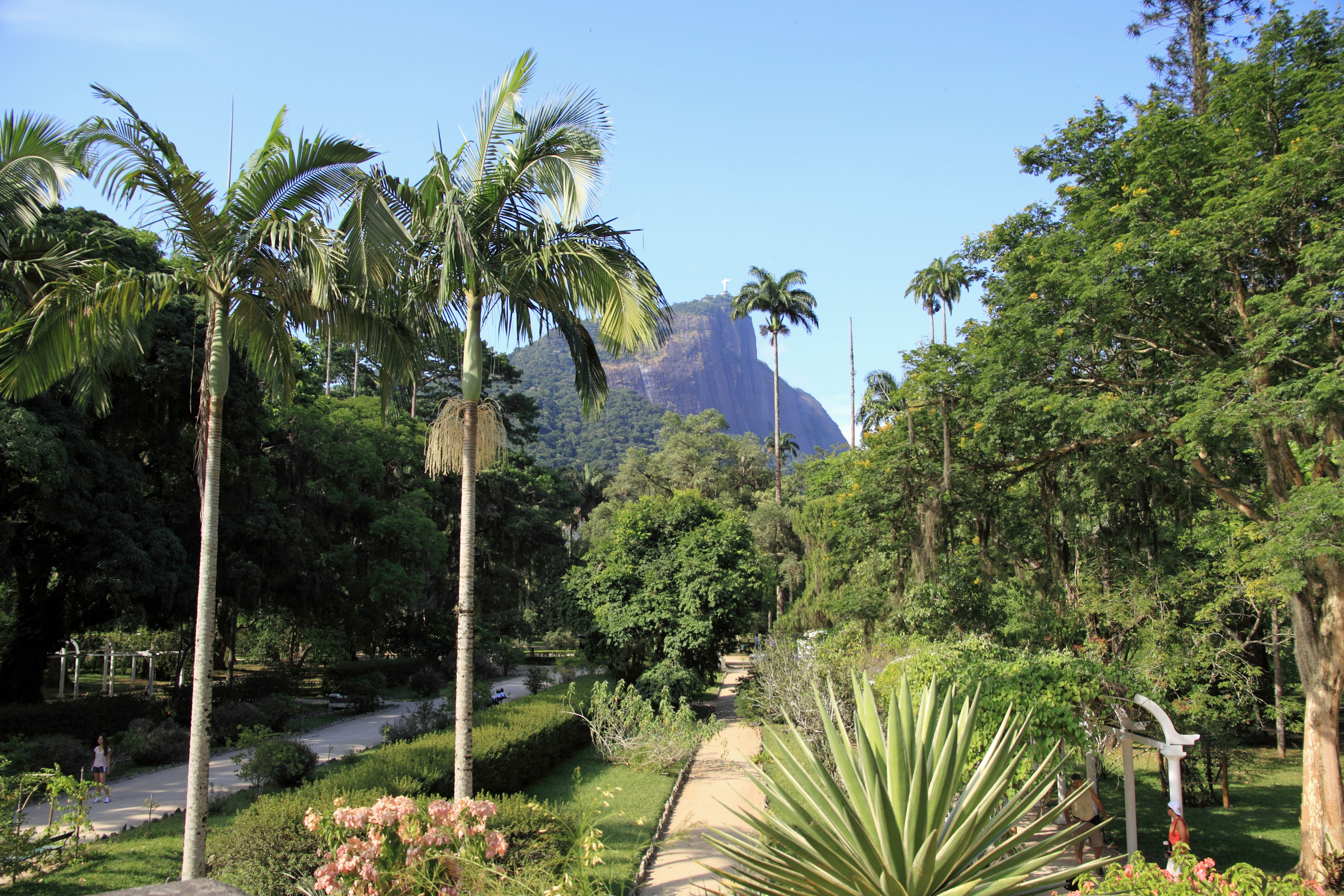
植物園から見たコルコバードの丘

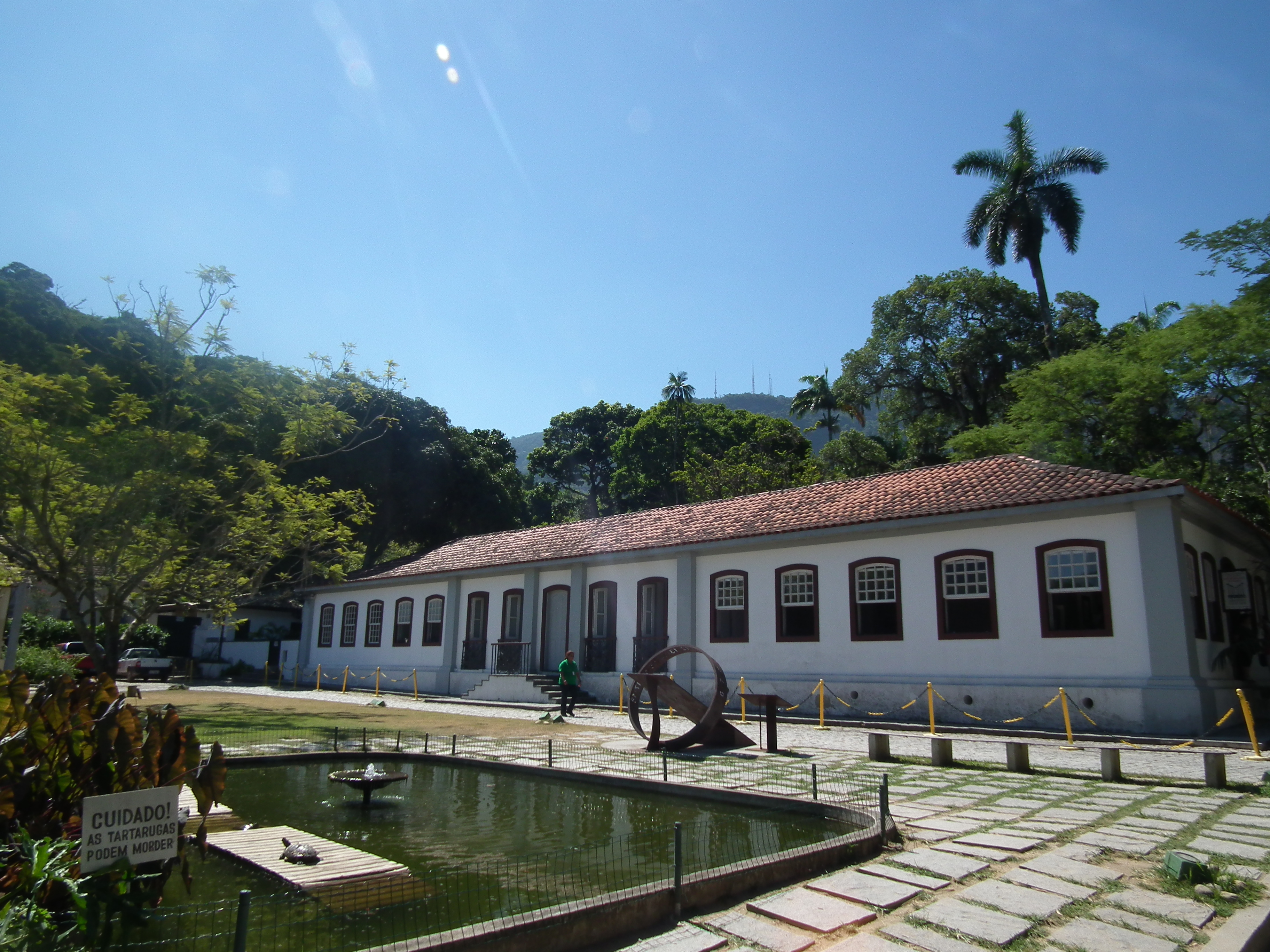
ビジターセンター

## 概要
有名なコルコバードの丘の南に位置しており、総面積140ヘクタールの公園の中にある。植物園の入り口までの750mはブラジルの植物学者で園長を務めたジョアン・バルボーザ・ロドリゲスの名を冠したダイオウヤシの並木が続いている。園内には、900種のヤシを含む6,000種の植物が栽培されている。公園の40%だけが人工栽培地で、残りは大西洋岸森林（マタ・アトランティカ）の自然林である。公園はブラジルの国定歴史芸術遺産（Patrimônio Histórico e Artístico Nacional）として保護されており、1992年にユネスコの生物圏保護区「大西洋岸森林」の一部に指定された。世界遺産「リオデジャネイロ:山と海との間のカリオカの景観群」（2012年登録）に含まれている。

## 歴史
ポルトガル王、ジョアン6世によって西インド諸島などから輸入されるスパイスの栽培のために、1808年に設立された。初期の栽培植物はモーリシャスのパンプルムース植物園からLuiz de Abreu Vieira e Silvaによって運ばれた。園長は Carlos Antônio Napion (1808) やJoão Gomes da Silveira Mendonça（1808 -1819)らが務めた。1812年にはマカオから茶が運ばれ、その栽培のために中国人が雇われた。1822年のブラジル帝国の成立から一般公開が始まり、現在は12月25日と1月1日を除いて毎日公開されている。